# Пиран
Пиран (словен. Piran, итал. Pirano) је град и управно средиште истоимене општине Пиран, која припада Обално-Крашкој регији у Републици Словенији.
По попису становништва из 2011. године општина Пиран имала је 17.717 становника, a сам град Пиран je 2020. имао 3.730 становника.
Пиран је веома познато туристичко одредиште у Републици Словенији, како због положаја на Јадрану, тако и због очуваног старог градског језгра са низом тргова, цркава и палата.

## Географска обележја
Историјски центар града лежи на полуострву у истоименом заливу. С типичним медитеранским уским калама и контрадама дели се у два кварта: Пунта и Марциана (венетски Марзана), Највиша тачка града, брдо - Монте Могорон (словенизовано у Баретовец при Падни) високо је 289 метара
Порекло имена је несигурно, по неким научницима оно долази из келтског: "биор-дун" (насеље на брду). Могуће је међутим да име града долази од грчке речи "пyр" (ватра), с обзиром на светионик који се налази на крајњем рту полуострва.
Град наликује великом музеју на отвореном са средњовековном архитектуром и богатом културном баштином. Уске кале и компактне куће дају му свој посебан шарм. Пиран је административно средиште општине те и једно од главних туристичких атракција словеначког дела Истре.
Пиран је родно место композитора и виолиниста Ђузепеа Тартинија, који је одиграо важну улогу у формирању културне баштине града. Због тог се и главни градски трг, данас зове по њему.

## Историја
У предримско доба, брежуљци на подручју Пирана били су насељени Хистрима. Крај око Пиранског залива и полуострва постаје део Римске Републике између 178. и 177. п.н.е. Пропадање царства, од 5. века па надаље, и напади варвара крајем 6. века, потакнуло је романско становништво да се повуче у лакше брањива места као шта су брежуљци, острва и полуострва. То је започело локалну урбанизацију у 7. веку те под византијском управом, чини Пиран јако утврђеним насељем. Анонимни Равењанин први пут спомиње у 7. в. Пиран; Пиранон (Πιρανόν). По легенди Пиран је, као и Венеција, утемељен од Аквилејаца избјеглих пред Хунима. По Теопому и Флориусу Грци су у 4. вијеку п. н. е. основали на мјесту Пирана своје насеље.
Успркос одбрани, Франци освајају Истру 788. и постепено као своје кметове насељавају Словене у широј регији. Од 830. до 935. су у саставу Краљевства Италије да би од 976. до 1040. били под Крањском, а од 1283. су под Венецијом све до 1797, са извесном аутономијом. 1354. и 1379. су под ђеновљанском опсадом. Град је највише живио од трговине сољу (попут Дубровника) и доживљава свој успон. 1558. куга је изазвала велики помор Пиранеза. Од 1814. окупиран је од Аустрије под којом остаје до 1918. када долази под Краљевину Италију у саставу Јулијске Крајине (покрајина Јулија).
Након ослобођења од нацистичке окупације Пиран је од 1945. до 1947. био у Окупационој Зони Б Јулијске крајине да би од 1947. до 1954. био у саставу Зоне Б Слободне Територије Трста. Град је доживео велику промену структуре становништва због истарског егзодуса, 95% романских (истровенетских) староседелаца је након анексије овог дела Истре (тј. Јулијске крајине) Словенији, тако да су на њихово место усељени већином Словенци.

## Становништво
Град доживљава судбину Дубровника - смањење становника у историјској језгри:
| Број становника по годинама | Број становника по годинама | Број становника по годинама |       |
| --------------------------- | --------------------------- | --------------------------- | ----- |
| 1991                        | 2002                        | 2011                        | 2020  |
| 4.788                       | 4.143                       | 4.192                       | 3.730 |

## Партнерски градови
- Лањцут
- Acqualagna
- Аквилеја
- Bjugn
- Кастел Гофредо
- Индијанаполис
- Кестхељ
- Охрид
- Валета
- Венеција
- Вис
- Мангалија